# Rulo (músico chileno)
David José Eidelstein Cendoya (Santiago de Chile, 30 de abril de 1978) más conocido por su nombre artístico Rulo, es un músico chileno. Uno de los fundadores del grupo Los Tetas donde ha destacado como su principal bajista y se ha consolidado como un referente del sonido funk en Chile. También formó parte del grupo Esencia, y FunkAttack, y desde 2016 lanzó su carrera solista como cantautor, produciendo su primer álbum llamado Vendaval en 2016. Desde 2019 trabaja como bajista de Mon Laferte radicado en México.
Es licenciado en Lengua y Literatura por la Universidad Alberto Hurtado.

## Discografía

### Solista
- 2016 - Vendaval

### Con Los Tetas
- 1995 - Mama funk (EMI Odeon. Reeditado el 2011 en CD por La Tienda Nacional[5] y en forma de LP por EMI)
- 1998 - La medicina (EMI Odeon)
- 2012 - El Movimiento (Plaza Independencia)
- 2015 - 20 Años Mama Funk (Autoedición)

### Con Esencia
- 2010 - Presencia
- 2015 - Luchar para gozar

### Con FunkAttack
- 2010 - El ritmo

## Premios y nominaciones
| Año  | Premio         | Categoría       | Trabajo     | Resultado |
| ---- | -------------- | --------------- | ----------- | --------- |
| 2017 | Premios Pulsar | Mejor cantautor | Vendaval    | Nominado  |
| 2017 | Premios Pulsar | Artista del año | Vendaval    | Nominado  |
| 2017 | Premios Pulsar | Álbum del año   | Vendaval    | Nominado  |
| 2017 | Premios Pulsar | Canción del año | Tu misterio | Nominado  |